# Подольох
Подольох — село (з 31.07.23 згідно ЗУ) в Україні, у Харківському районі Харківської області. Населення становить 281 осіб. Селище у складі Безлюдівської громади.

## Географія
Селище Подольох знаходиться між річками Уда (3 км) та Рудка (1 км). До села примикає село Лизогубівка, на відстані 1 км - смт Васищеве. До села примикає лісовий масив (сосна).